# Tudományos ellenőrzés

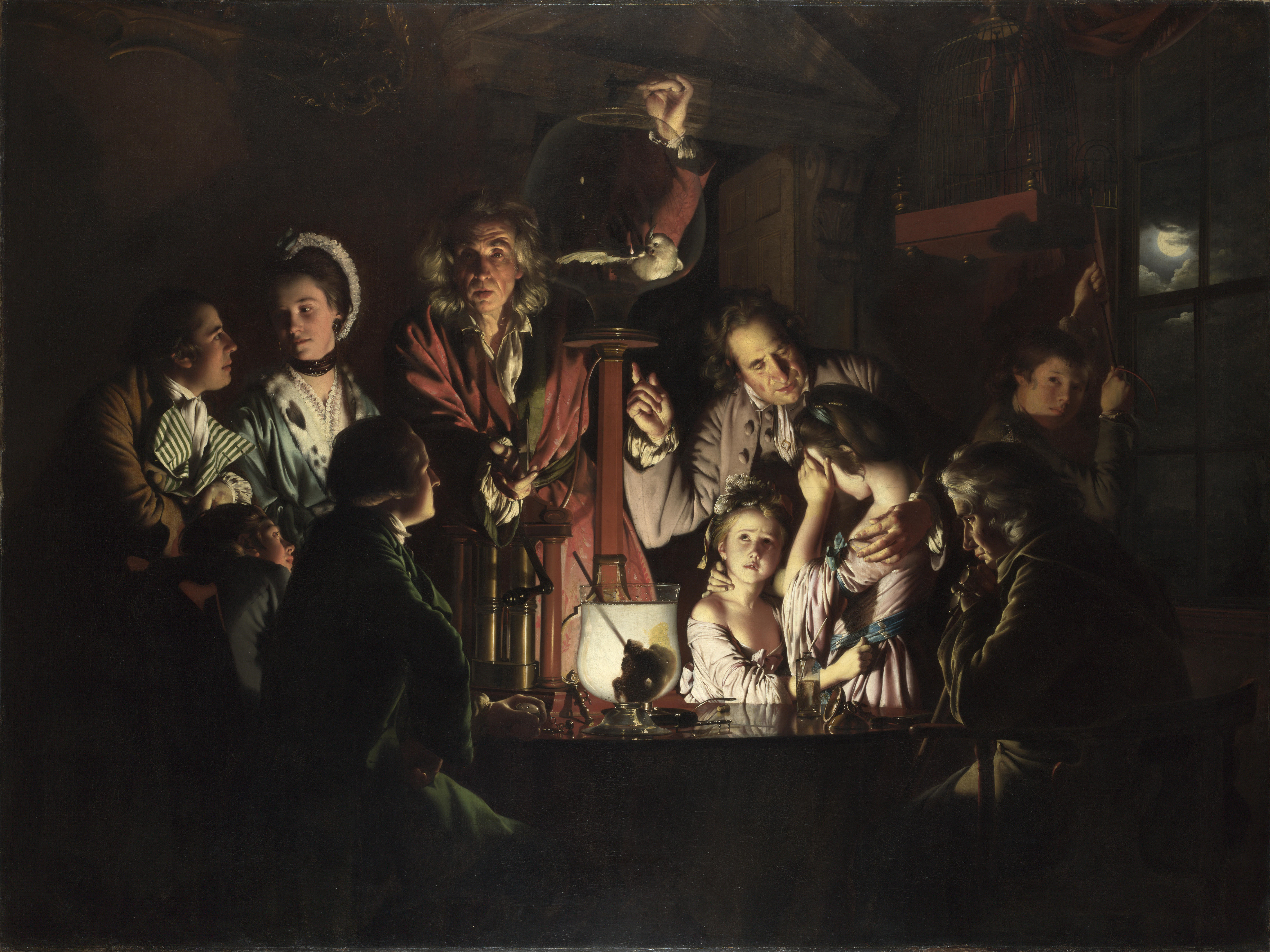
Joseph Wright: Kísérlet légpumpával, 1768, National Gallery, London

Tudományos ellenőrzésnek (verifikációnak) a hipotéziseknek igazságtartalmukra és prediktív erejükre történő tesztelését nevezzük.
Tudománynak az egyik leginkább elfogadott és elterjedt (részben popperiánus) értelmezés szerint az igazságtartalmára nézve tesztelt és bármikor újra tesztelhető (tehát potenciálisan igazolható vagy cáfolható) ismeretek gondolati rendszerét tekinthetjük. A tudomány fogalmának ennél tágabb értelmezése is ismert, de a tudományos ellenőrzés jelentőségére ez az értelmezés mutat rá leginkább.
Ismeretnek a valóság valamely részével kapcsolatos tapasztalatainkat, általánosításainkat és fogalmainkat tekintjük. Ellenőrizni, tesztelni csak szigorúan meghatározott formájú állításokat (tudományos hipotéziseket) lehet. Az ismeretet alkotó fogalmakat (axiómákat, elnevezéseket, jelöléseket) nem lehetséges tesztelni, ezeket csupán egyértelműen definiálni szükséges. A tapasztalatok, benyomások, észleletek önmagukban szintén nem tesztelhetőek csupán regisztrálhatók. Az ismeret tesztelése tehát az abban foglalt állítások (hipotézisek) vizsgálatát jelenti. Nem igazolhatók és nem is cáfolhatók az olyan állítások, amelynek megfogalmazásában nem egyértelműen definiált (más szóval nem tudományos) fogalmak szerepelnek.
A matematikai bizonyítás axiómákra vagy már korábban bizonyított állításokra (tételekre) való visszavezethetőséget jelent, ez a tudományos igazolás legerősebb esete, itt külön ellenőrzésre nincs szükség.
A tapasztalati tudományokban viszont bizonyításra nincs lehetőség.
Itt bizonyítás helyett csupán az állítások ellenőrzését (tesztelését, bizonyítás nélküli igazolását) várhatjuk el. A tesztelés az állítást alátámasztó vagy cáfoló tények (továbbá érvek és ellenérvek) szisztematikus feltárását, összegyűjtését és szintézisét jelenti (ennek eszköze többek között az adatgyűjtés, a kísérlet, valamint a logikai vizsgálat is).
Ha egy hipotézis olyan predikcióhoz vezet, amely összeegyeztethetetlen a tapasztalatokkal, akkor azt tovább kell fejleszteni vagy el kell vetni. Ha viszont a tapasztalatainkkal már adott formájában is összeegyeztethető akkor azt tesztelt, ellenőrzött állításnak tekintjük.
Egy jelenség magyarázatára több alternatív igazolt hipotézis is alkalmas lehet.
Így bármilyen alapos tesztelésnek vetettük is alá a hipotézist azt abszolút igazságnak sohasem tekinthetjük.
A koherens gondolkodásra való képesség megköveteli a régi karteziánus tudományelmélet egyik legfontosabb alapelvét, mely szerint több alternatív igazolt hipotézis közül (adott időszakban) mindig azt kell először igaznak vélelmezni, amelyik a legegyszerűbb. Ameddig ezt a legegyszerűbb (és körültekintően ellenőrzött) hipotézist nem kényszerülünk elvetni, addig más bonyolultabb hipotézisekkel nem érdemes foglalkozni.
A legegyszerűbb jelző ez esetben arra a hipotézisre utal, amely a legkevesebb független feltételezés alapján a legnagyobb magyarázó erővel (prediktív erővel vagy jóslási képességgel) bír.
A tudományos gondolkodás (sokak szerint egyáltalán a gondolkodás) lényege a hipotézisek (fejlettebb hipotézisek esetén a modellek vagy elméletek) folyamatos fejlesztése és újratesztelése.
Ahhoz, hogy valamit megbízható tapasztalati tudománynak tekinthessünk két feltételnek kell megfelelnie:
- Ellenőrzött ismeretekből kell állnia, vagyis olyan állításokból amelynek igazságtartalma tesztelt és bármikor újra tesztelhető.
- Ezeknek az ellenőrzött ismereteknek koherens gondolati rendszert kell alkotniuk.

A tudomány fogalma fentieken kívül egy bizonyos tudományos módszer szerint, vagy bizonyos intézményes keretek között, bizonyos közösség által végzett megismerő tevékenységre, valamint magára a tudományos közösségre, annak tagjaira és intézményeire is utal.